# Unter-Ostern
Unter-Ostern ist ein Ortsteil der Gemeinde Reichelsheim im südhessischen Odenwaldkreis.

## Geographie
Das offene Dorf bei loser Häuseranordnung und einseitiger Tallage, Unter-Ostern, liegt im Granitgebiet des Odenwaldes, ca. 11 km nordwestlich von Erbach und 2,4 Kilometer südöstlich der Kerngemeinde Reichelsheims. Der Ort liegt innerhalb des Geo-Naturpark Bergstraße-Odenwald in Ostertal.
Unter-Ostern und Ober-Ostern teilen sich die Lage im Tal des Osterbachs, der als rechter östlicher Quellbach zusammen mit dem Mergbach die Gersprenz bildet. Dabei nimmt Unter-Ostern auf knapp zwei Kilometer Länge das Tal unterhalb der Einmündung des Erzbachs ein, den der Osterbach etwa auf seiner halben Länge von Südosten aufnimmt. Zur Gemarkung zählen auch Seitentäler wie der Unterlauf des Rohrbachs, der Irrbach und der Formbach. Naturräumlich liegt das Tal im Vorderen Odenwald, dem aus kristallinem Gestein mit kleinteilig strukturiertem Oberflächenrelief gebildeten Teil des Odenwalds. Die Gemarkungsfläche beträgt 500,8 Hektar, davon sind 12,9 Hektar bewaldet.
Der Ort besteht in der historischen Bausubstanz aus im Tal verstreuten Bauernhöfen mit einem Mittelpunkt an dem Tälerkreuz, das der Rohrbach und der Irrbach mit dem Osterbach bilden. In Nachbarschaft zu den bäuerlichen Anwesen ist nach und nach weitere Wohnbebauung entstanden. Im Formbachtal am Leonharsberg findet sich zudem das Freizeitdorf-Ostertal.
An den Ortsteil Unter-Ostern grenzen, von Norden beginnend, im Uhrzeigersinn, die Reichelsheimer Ortsteile Bockenrod, Ober-Mossau (Gemeinde Mossautal), Rohrbach, Erzbach. Ober-Ostern, Gumpen und Frohnhofen. Der Ort ist über die Landesstraße 3105, die von Bundesstraße 38 bei Bockenrod nach Süden abzweigt und weiter über Erzbach zur Bundesstraße 460 führt, erreichbar.

## Geschichte

### Ortsgeschichte
Die älteste erhaltene Erwähnung des Ortes stammt von 1357. Historisch wurde Unter-Ostern mit folgenden Ortsnamen bezeichnet (in Klammern das Jahr der Erwähnung):
- Nider Osterna (1357)
- Nydern Osterna (1398–1400)
- Nyddern Osternauwe (1438)
- Nyddern Osternauwe (1443)
- Nyedern Osterna (1456)
- Unndernn Orstenn (1515)
- Osterna inferior (16. Jahrhundert)
- Undern Orstenaw (1532)
- Unter Osternau (1722)

Unter-Ostern gehörte zum Amt Reichenberg der Grafschaft Erbach, die 1806 zum Großherzogtum Hessen kam. Ab 1822 gehörte Unter-Ostern zum Landratsbezirk Erbach, ab 1852 zum Kreis Lindenfels, ab 1874 zum Kreis Erbach (ab 1939: „Landkreis Erbach“), der – mit leichten Grenzberichtigungen – seit 1972 Odenwaldkreis heißt.
Hessische Gebietsreform 1971
Unter-Ostern war eine der ersten drei Gemeinden, die im Zuge der Gebietsreform in Hessen zum 1. Februar 1971 auf freiwilliger Basis in die Gemeinde Reichelsheim i. Odw. eingegliedert wurden. Für Unter-Ostern sowie für die meisten im Zuge der Gebietsreform nach Reichelsheim  eingegliederten Gemeinden wurden Ortsbezirke mit Ortsbeirat und Ortsvorsteher nach der Hessischen Gemeindeordnung gebildet.

### Gerichte
Nach Auflösung des Amtes Erbach 1822 nahm die erstinstanzliche Rechtsprechung für Unter-Ostern zunächst das Landgericht Michelstadt wahr, ab 1853 das Landgericht Fürth, ab 1879 das Amtsgericht Fürth und ab 1904 das Amtsgericht Reichelsheim. Als dieses 1968 aufgelöst wurde, fiel Unter-Ostern in den Bezirk des Amtsgerichts Michelstadt.

### Verwaltungsgeschichte im Überblick
Die folgende Liste zeigt die Staaten und Verwaltungseinheiten, denen Unter-Ostern angehört(e):
- vor 1718: Heiliges Römisches Reich, Grafschaft Erbach, Amt Reichenberg
- ab 1718: Heiliges Römisches Reich, Grafschaft Erbach-Erbach, Anteil an der Grafschaft Erbach, Amt Reichenberg
- ab 1806: Großherzogtum Hessen,[Anm. 2] Fürstentum Starkenburg, Amt Reichenberg (Standesherrschaft Erbach)
- ab 1815: Großherzogtum Hessen[Anm. 3], Provinz Starkenburg, Amt Reichenberg
- ab 1822: Großherzogtum Hessen, Provinz Starkenburg, Landratsbezirk Erbach[Anm. 4]
- ab 1848: Großherzogtum Hessen, Regierungsbezirk Erbach
- ab 1852: Großherzogtum Hessen, Provinz Starkenburg, Kreis Lindenfels
- ab 1871: Deutsches Reich,[Anm. 5] Großherzogtum Hessen, Provinz Starkenburg, Kreis Erbach
- ab 1874: Deutsches Reich, Großherzogtum Hessen, Provinz Starkenburg, Kreis Erbach
- ab 1918: Deutsches Reich, Volksstaat Hessen,[Anm. 6] Provinz Starkenburg, Kreis Erbach
- ab 1938: Deutsches Reich, Volksstaat Hessen, Landkreis Erbach[10][Anm. 7]
- ab 1945: Amerikanische Besatzungszone,[Anm. 8] Groß-Hessen, Regierungsbezirk Darmstadt, Landkreis Erbach
- ab 1946: Amerikanische Besatzungszone, Land Hessen, Regierungsbezirk Darmstadt, Landkreis Erbach
- ab 1949: Bundesrepublik Deutschland, Land Hessen, Regierungsbezirk Darmstadt, Landkreis Erbach
- ab 1971: Bundesrepublik Deutschland, Land Hessen, Regierungsbezirk Darmstadt, Landkreis Erbach, Gemeinde Reichelsheim[Anm. 9]
- ab 1972: Bundesrepublik Deutschland, Hessen, Odenwaldkreis, Gemeinde Reichelsheim

### Bergwerke
Im Mittelalter wurde aus zwei Bergwerken Eisenerz gefördert.

## Bevölkerung

### Einwohnerstruktur 2011
Nach den Erhebungen des Zensus 2011 lebten am Stichtag dem 9. Mai 2011 in Unter-Ostern 408 Einwohner. Darunter waren 12 (2,9 %) Ausländer.
Nach dem Lebensalter waren 36 Einwohner unter 18 Jahren, 156 zwischen 18 und 49, 3 zwischen 123 und 64 und 93 Einwohner waren älter. Die Einwohner lebten in 213 Haushalten. Davon waren 75 Singlehaushalte, 78 Paare ohne Kinder und 45 Paare mit Kindern, sowie 12 Alleinerziehende und 6 Wohngemeinschaften. In 45 Haushalten lebten ausschließlich Senioren und in 141 Haushaltungen lebten keine Senioren.

### Einwohnerentwicklung
| Unter-Ostern: Einwohnerzahlen von 1829 bis 2016 | Unter-Ostern: Einwohnerzahlen von 1829 bis 2016 | Unter-Ostern: Einwohnerzahlen von 1829 bis 2016 | Unter-Ostern: Einwohnerzahlen von 1829 bis 2016 | Unter-Ostern: Einwohnerzahlen von 1829 bis 2016 |
| --- | ----------------------------------------------- | ----------------------------------------------- | ----------------------------------------------- | ----------------------------------------------- |
| Jahr |                                                 |                                                 |                                                 | Einwohner                                       |
| 1829 | 1829                                            |                                                 | 234                                             | 234                                             |
| 1834 | 1834                                            |                                                 | 272                                             | 272                                             |
| 1840 | 1840                                            |                                                 | 257                                             | 257                                             |
| 1846 | 1846                                            |                                                 | 279                                             | 279                                             |
| 1852 | 1852                                            |                                                 | 272                                             | 272                                             |
| 1858 | 1858                                            |                                                 | 250                                             | 250                                             |
| 1864 | 1864                                            |                                                 | 282                                             | 282                                             |
| 1871 | 1871                                            |                                                 | 305                                             | 305                                             |
| 1875 | 1875                                            |                                                 | 310                                             | 310                                             |
| 1885 | 1885                                            |                                                 | 363                                             | 363                                             |
| 1895 | 1895                                            |                                                 | 371                                             | 371                                             |
| 1905 | 1905                                            |                                                 | 348                                             | 348                                             |
| 1910 | 1910                                            |                                                 | 333                                             | 333                                             |
| 1925 | 1925                                            |                                                 | 288                                             | 288                                             |
| 1939 | 1939                                            |                                                 | 250                                             | 250                                             |
| 1946 | 1946                                            |                                                 | 326                                             | 326                                             |
| 1950 | 1950                                            |                                                 | 320                                             | 320                                             |
| 1956 | 1956                                            |                                                 | 272                                             | 272                                             |
| 1961 | 1961                                            |                                                 | 277                                             | 277                                             |
| 1967 | 1967                                            |                                                 | 264                                             | 264                                             |
| 1970 | 1970                                            |                                                 | 276                                             | 276                                             |
| 1980 | 1980                                            |                                                 | ?                                               | ?                                               |
| 1990 | 1990                                            |                                                 | ?                                               | ?                                               |
| 2000 | 2000                                            |                                                 | ?                                               | ?                                               |
| 2011 | 2011                                            |                                                 | 408                                             | 408                                             |
| 2016 | 2016                                            |                                                 | 464                                             | 464                                             |
| Datenquelle: Historisches Gemeindeverzeichnis für Hessen: Die Bevölkerung der Gemeinden 1834 bis 1967. Wiesbaden: Hessisches Statistisches Landesamt, 1968. Weitere Quellen: LAIS; Zensus 2011 |                                                 |                                                 |                                                 |                                                 |

### Historische Religionszugehörigkeit
Im Jahre 1961 gab es 254 evangelische (= 91,70 %) und 23 katholische (= 8,30 %) Einwohner.